# Lecanodiaspis atherospermae
Lecanodiaspis atherospermae är en insektsart som först beskrevs av William Miles Maskell 1896.  Lecanodiaspis atherospermae ingår i släktet Lecanodiaspis och familjen Lecanodiaspididae. Inga underarter finns listade i Catalogue of Life.